# Katastrofa kolejowa w Dżabal al-Dżallud
Katastrofa kolejowa w Dżabal al-Dżallud – zderzenie pociągu towarowego z autobusem, do którego doszło 28 grudnia 2016 w Dżabal al-Dżallud, południowej dzielnicy Tunisu. W wyniku zdarzenia śmierć poniosło pięć osób, a pięćdziesiąt dwie zostały ranne.

## Opis zdarzenia
Do zdarzenia doszło o godzinie 6:10. Pociąg towarowy wiozący fosforyty z gubernatorstwa Kafsa uderzył w autobus stojący na przejeździe kolejowo-drogowym w ciągu drogi krajowej nr 1 w dzielnicy Dżabal al-Dżallud. W wyniku uderzenia pociągu autobus został przesunięty na odległość stu metrów. W katastrofie zginęło pięć osób, a pięćdziesiąt dwie odniosło obrażenia. Ministerstwo Zdrowia Tunezji oświadczyło, że ofiarami byli dwaj żołnierze tunezyjskich sił zbrojnych, oficer brygady antyterrorystycznej BAT, kobieta i niemowlę. Ranni zostali przetransportowani do szpitali w Bin Arus, Al-Marsa oraz do szpitali dziecięcego, wojskowego, Charles-Nicolle i Centrum Traumatologii w Tunisie. Rannych w ostatniej z wymienionych placówek odwiedził prezydent kraju Al-Badżi Ka’id as-Sibsi.
Według Ministra Transportu Tunezji Anisa Gediry przyczyną katastrofy mogła być kradzież miedzianych elementów drągów rogatkowych. Zapowiedział on budowę czterdziestu nowych rogatek w całym kraju, szczególnie w miejscach najbardziej niebezpiecznych. Na ten cel Ministerstwo planuje wydać 12 milionów dinarów tunezyjskich. Po katastrofie ze swojego stanowiska została zwolniona prezes Krajowego Zarządu Kolei Żelaznych Tunezji (SNCFT) Sabiha Derbel oraz jej najbliżsi współpracownicy. Decyzja ta została podjęta w trakcie spotkania roboczego między szefem rządu Jusufem asz-Szahidem oraz ministrem transportu Anisem Gedirą.